# Fundación Tides
La Fundación Tides, cuyo nombre oficial en inglés es Tides Foundation, es un fondo de tendencia izquierdista asesorado por sus donantes  con sede en los Estados Unidos que administra más de 1.400 millones de dólares en activos. Fue fundada en San Francisco en 1976 por Drummond Pike.  Tides distribuye dinero de donantes anónimos a otras organizaciones, que suelen ser políticamente progresistas. Un grupo afiliado, Tides Advocacy, es una "masiva incubadora progresista". Tides ha recibido una financiación sustancial de George Soros.
Desde 1996, Tides controla el Tides Center, que es una incubadora para organizaciones de izquierda emergentes. La organización patrocinadora de esos entes se denomina Tides Network.
En 2021, el senador demócrata Sheldon Whitehouse describió a la Fundación Tides como un ejemplo de "dinero oscuro demócrata".  El Tides Center ha recibido más de $81 millones en donaciones y contratos del gobierno federal de los Estados Unidos desde 2006.

## Donaciones
Tides ha recibido al menos $3.5 millones de dólares del financista liberal y activista político George Soros.
En 2023, el Washington Examiner informó que la Fundación Tides y su filial, el Tides Center, habían donado más de un millón de dólares a grupos antiisraelíes que organizaron manifestaciones que presionaban por un alto el fuego en el conflicto entre Israel y Gaza y minimizaban el terrorismo palestino en el Medio Oriente. 

## Tides Advocacy Fund
Tides está afiliado al Tides Advocacy Fund (también conocido como Tides Advocacy), un grupo de izquierdas de cabildeo.  En el ciclo electoral de 2012, el Tides Advocacy Fund otorgó $11.5 millones a organizaciones 501(c)(4), incluidos $2 millones a la League of Conservation Voters, $1.8 millones a America Votes y $1.3 millones al Center for Community Change. El Fondo de Defensa también ha apoyado a los grupos centrados en el medio ambiente Bold Nebraska, National Wildlife Federation Action Fund, NRDC Action Fund y Sierra Club.
En 2008, el Tides Advocacy Fund  contribuyó a las campañas de oposición a la Enmienda 46 de Colorado, la Enmienda 47 de Colorado, la Enmienda 49 de Colorado y la Enmienda 54 de Colorado.  En 2013, el Fondo de Defensa distribuyó 11,8 millones de dólares en subvenciones a grupos que promueven la amnistía masiva para los inmigrantes ilegales, y una mayor inversión en la industria de la energía solar, entre otros.

## Fundación Wikimedia
La Fundación Wikimedia, la organización sin fines de lucro que administra Wikipedia, ha trabajado con la Fundación Tides desde 2016. El multimillonario fondo Wikimedia Endowment fue creado en 2016 para apoyar los proyectos Wikimedia y es administrado por Tides. En 2019, la nueva asesora general de Wikimedia, Amanda Keton, se había desempeñado anteriormente como asesora general de Tides Network, directora de la Fundación Tides y directora ejecutiva de Tides Advocacy.  En 2020, Wikimedia creó un fondo asesorado por donantes de 4.5 millones de dólares, el Wikimedia Foundation Knowledge Equity Fund, en Tides Advocacy.